# Palazzo Grimani di Santa Maria Formosa
Palazzo Grimani di Santa Maria Formosa è un antico palazzo nobiliare, divenuto museo statale, ubicato a Venezia nel sestiere di Castello, vicino al campo di Santa Maria Formosa. Si può raggiungere via terra da Ruga Giuffa, mentre dal canale di San Severo si ha l'ingresso d'acqua, molto usato anticamente.
Dal dicembre 2008 il Ministero della Cultura lo ha gestito tramite la Direzione regionale Musei Veneto. Da maggio 2024 è entrato a far parte dei Musei nazionali archeologici di Venezia e della Laguna, assieme a: Museo Archeologico Nazionale di Venezia, Museo archeologico nazionale del Lazzaretto vecchio e Parco archeologico di Altino.

## Storia
Di proprietà della famiglia Grimani del ramo di Santa Maria Formosa fino al 1865, dopo vari passaggi di proprietà nel 1981 venne acquisito, in grave stato di degrado, dalla Soprintendenza per i Beni Architettonici e Ambientali della città di Venezia e divenne patrimonio dello Stato. Aperto al pubblico il 20 dicembre 2008, dopo un lungo restauro, è un museo appartenente al Polo Museale Veneto.

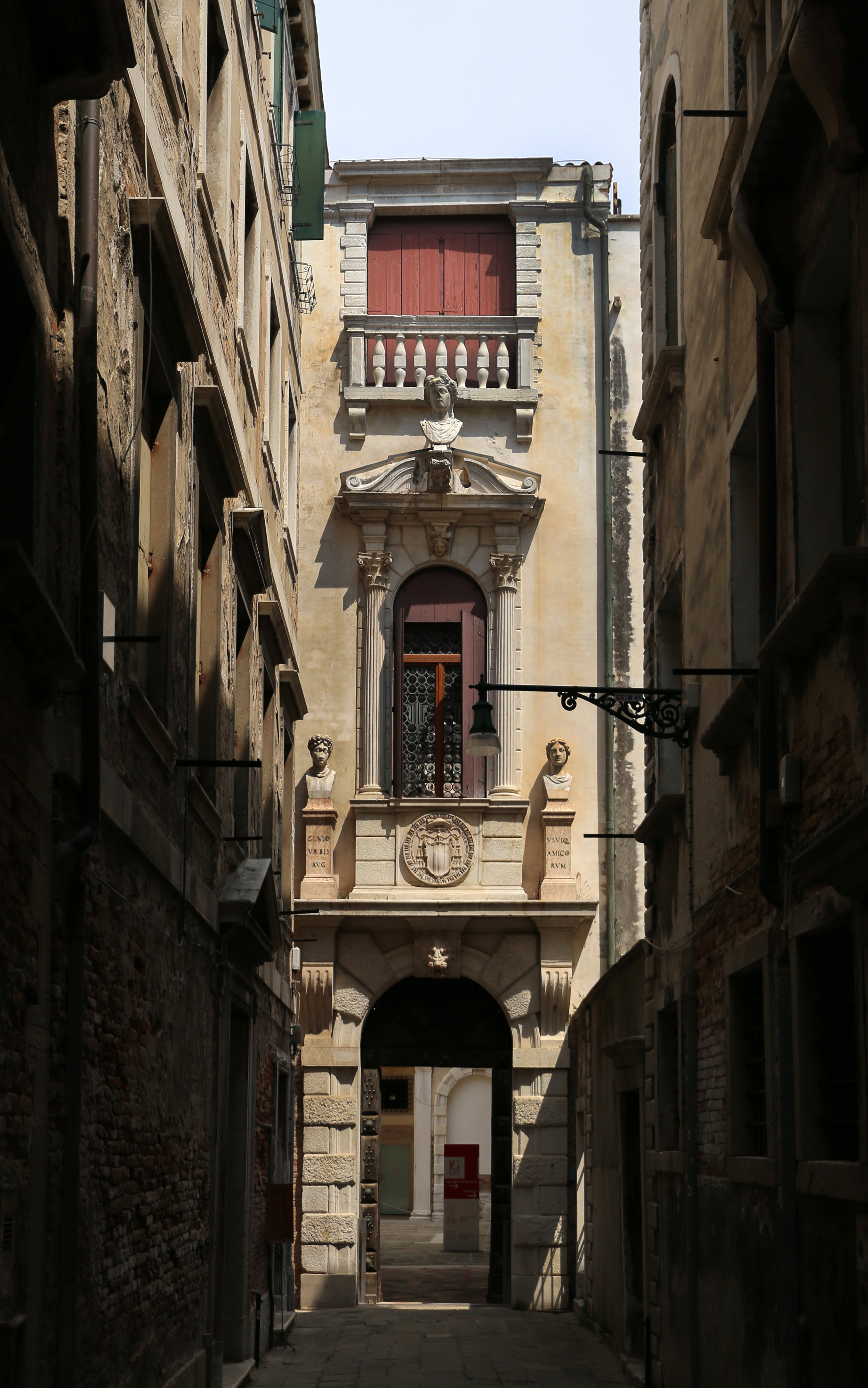
Il portale di ingresso del Museo da Ruga Giuffa.

L'edificio, il cui nucleo più antico fu eretto in epoca medievale alla confluenza dei canali di San Severo e di Santa Maria Formosa, fu acquistato da Antonio Grimani, divenuto doge nel 1521, e passò in eredità nel terzo decennio del XVI secolo ai nipoti Vettore Grimani, procuratore de supra per la Repubblica di Venezia, e Giovanni Grimani, Patriarca di Aquileia, che ristrutturarono la vecchia fabbrica ispirandosi a modelli architettonici desunti dalla classicità. I due fratelli vollero conferire forme “moderne”, cioè ispirate all'antichità classica,  all'edificio e lo fecero decorare con cicli ad affresco e stucco di grande impatto. Nel 1558, alla morte di Vettore, Giovanni, divenuto l'unico possessore dell'immobile, promosse un ampliamento dello stesso con la collaborazione di molti artisti tra cui Federico Zuccari, artefice della decorazione dello scalone monumentale, e Camillo Mantovano, attivo in vari ambienti. Il patriarca Giovanni Grimani, raffinato collezionista, allestì la sua raccolta di antichità, comprendente sculture, marmi, vasi, bronzetti e gemme, nelle sale del palazzo. Nel 1587 decise di donare la raccolta di sculture e di gemme alla Serenissima: dopo la sua morte le prime vennero sistemate nell'antisala della Biblioteca Marciana, divenendo il nucleo fondante del Museo Archeologico Nazionale di Venezia.

## Descrizione

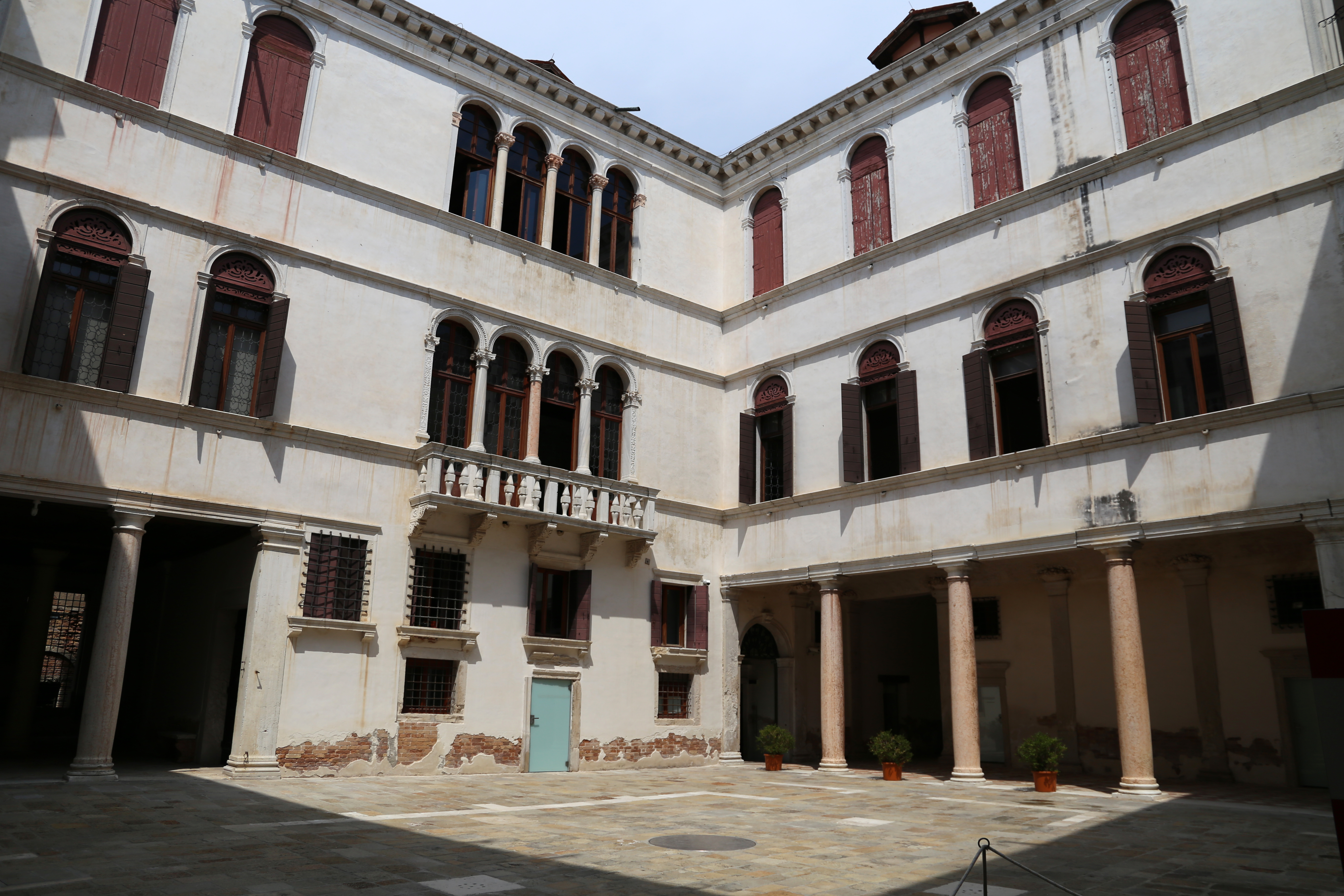
Il cortile.

Il lungo restauro ha restituito alla visione dei visitatori gli ambienti, tra i quali: il Camerino di Callisto, con stucchi di Giovanni da Udine, il Camerino di Apollo, con affreschi di Francesco Salviati e Giovanni da Udine, la Sala del doge Antonio, decorata con stucchi e marmi policromi, la Sala a Fogliami di Camillo Mantovano, dal soffitto interamente ricoperto con alberi da frutto, fiori e animali, e la Tribuna che ospitava più di cento pezzi della collezione archeologica. Vi è esposto il gruppo con il Ratto di Ganimede, sospeso al centro della volta decorata da lacunari.
A Federico Zuccari si deve con ogni probabilità anche la decorazione in stucco con il mostro grottesco dalle fauci spalancate visibile nella Sala del Camino. Altre opere esposte nel museo si richiamano agli interessi collezionistici della famiglia Grimani. Nella Sala di Psiche si può ammirare la tela con l'Offerta dei doni a Psiche, copia antica dell'originale di Francesco Salviati, già collocata al centro del soffitto ligneo smembrato a metà dell'Ottocento.
Il secondo piano nobile, privo delle decorazioni che si vedono al primo, ospita mostre temporanee ed eventi culturali.
Il palazzo è, per la storia dell'arte e dell'architettura di Venezia, un elemento unico e prezioso. La sua peculiare forma architettonica, le decorazioni ricche di enigmi e di diverse chiavi di lettura, nonché la storia delle vicende della famiglia Grimani di Santa Maria Formosa, sono ancora oggi appassionato argomento di studio e ricerca.

## Percorso museale

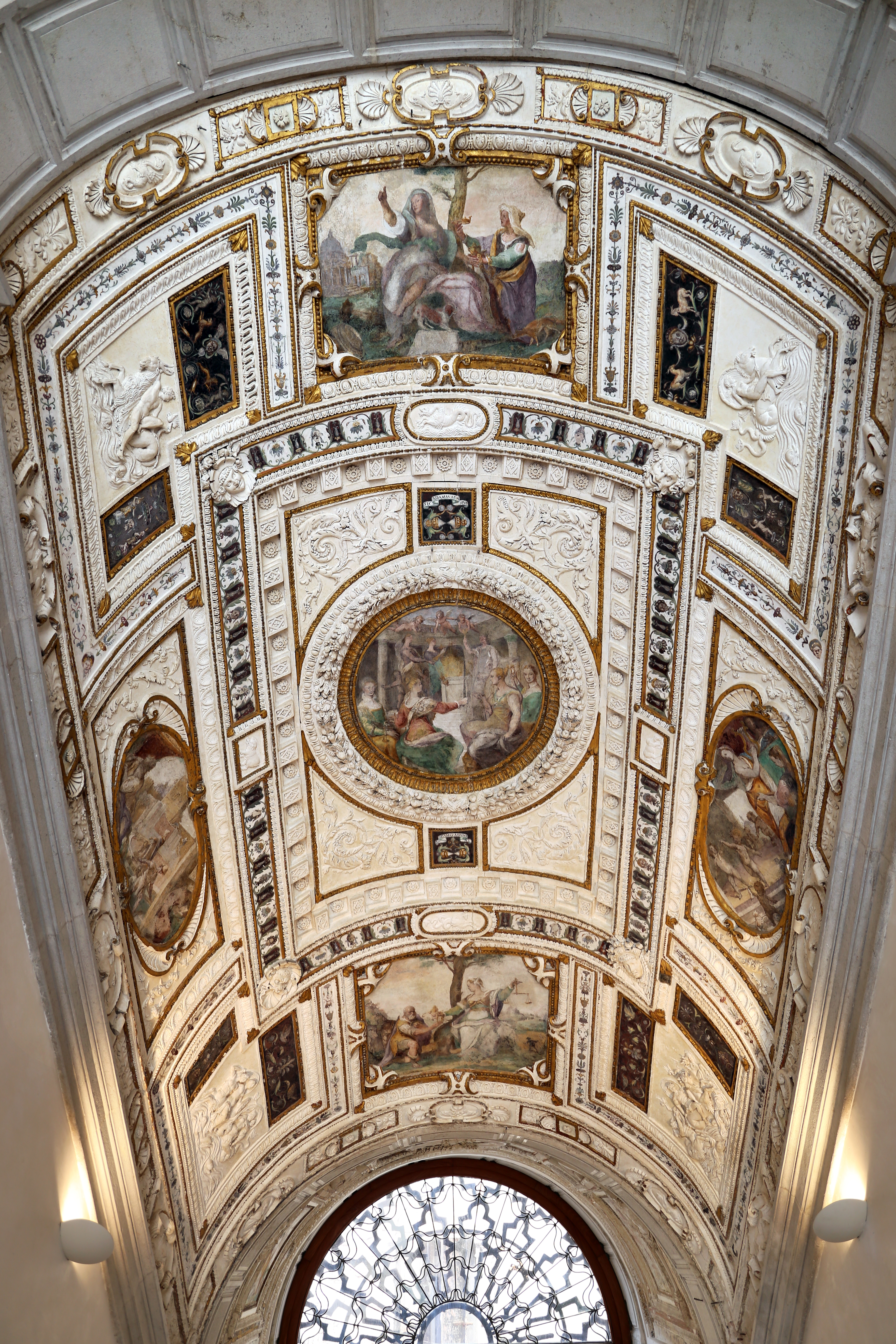
Volta dello scalone con gli affreschi di Federico Zuccari.

Da Ruga Giuffa, attraverso una piccola calle (Ramo Grimani), si accede al palazzo attraverso un portale marmoreo che introduce il visitatore nell'ampio cortile creatosi a seguito di un'imponente ristrutturazione conclusasi negli anni Sessanta del Cinquecento. La fabbrica medievale originaria, con pianta ad L, fu ristrutturata e ampliata in più fasi, già a partire dagli anni Trenta del Cinquecento, dai fratelli Vettore e Giovanni Grimani secondo uno stile ispirato alle antiche domus romane e al clima culturale del Rinascimento. Le logge che si realizzarono furono adornate di statue classiche analogamente alle sale del piano nobile. La loggia che precede l'ingresso del museo era interamente affrescata con motivi vegetali e completata dai meravigliosi cesti in stucco che si possono ancora ammirare.

### Scalone monumentale
Tra il 1563 e il 1565 la volta a botte dello scalone che conduce al portego o salone passante del piano nobile fu sontuosamente decorata da Federico Zuccari, giovane artista di cultura romana,  con affreschi allegorici che rimandano alle virtù del suo committente, completati da grottesche e rilievi a stucco con creature mitologiche. Questi ultimi riproducono alcuni cammei antichi della collezione di Giovanni Grimani. Nell'insieme, lo scalone poteva competere per magnificenza solo con la Scala d'Oro di Palazzo Ducale e con quella della Libreria Marciana.

### Camaron d'Oro
Questa sala deve il suo nome agli arazzi impreziositi da filati d'oro che un tempo ne ricoprivano le pareti. Qui si possono ammirare tre pezzi della collezione di antichità di Giovanni Grimani,  donata nel 1587 allo Statuario Pubblico della Serenissima (oggi Museo Archeologico Nazionale): due busti di Antinoo e una testa di Atena. La statua in gesso raffigurante il Gruppo del Laocoonte è un rarissimo calco settecentesco della notissima scultura del I secolo a.C. Il cardinale Domenico Grimani aveva ricevuto in dono da Jacopo Sansovino un bronzetto raffigurante il gruppo, come ci dice il Vasari. Il gruppo scultoreo originale, ritrovato a Roma nel 1506 presso le Terme di Tito, è conservato ai Musei Vaticani.

### Sala a fogliami

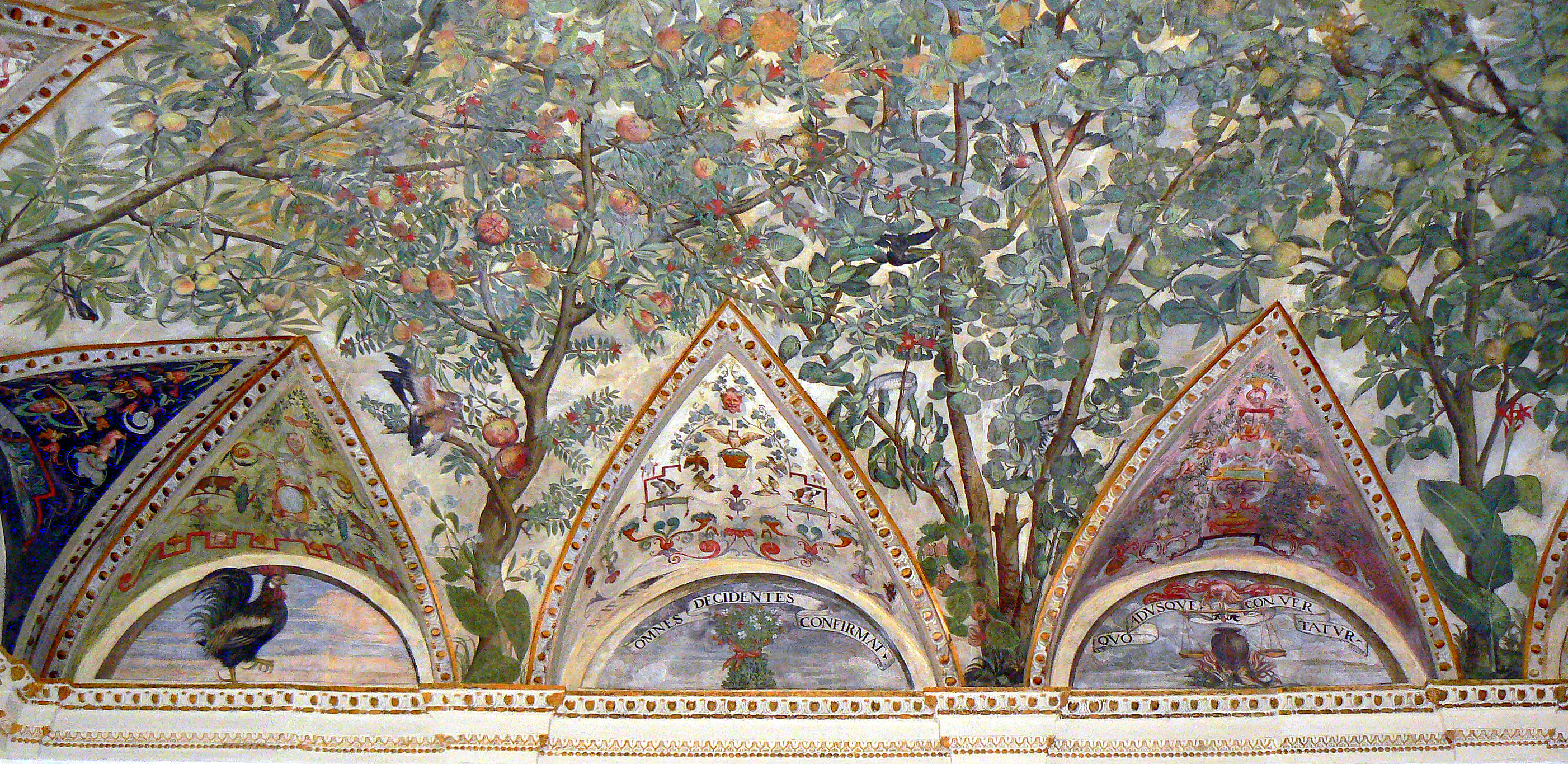
Sala a Fogliami (particolare

Il soffitto della stanza detta dei fogliami, o del pergolo, è stato eseguito negli anni sessanta del Cinquecento da Camillo Mantovano. Deve il suo nome alla spettacolare decorazione del soffitto che celebra la natura, rigogliosa di piante e fiori, una fitta boscaglia abitata da numerosi animali, frequentemente in attitudine predatoria e ricchi di significati simbolici. Nelle lunette sormontate da grottesche, complesse figurazioni in forma di rebus alludono, forse, al lungo e travagliato processo per eresia subito dal patriarca Giovanni Grimani.

### Tribuna

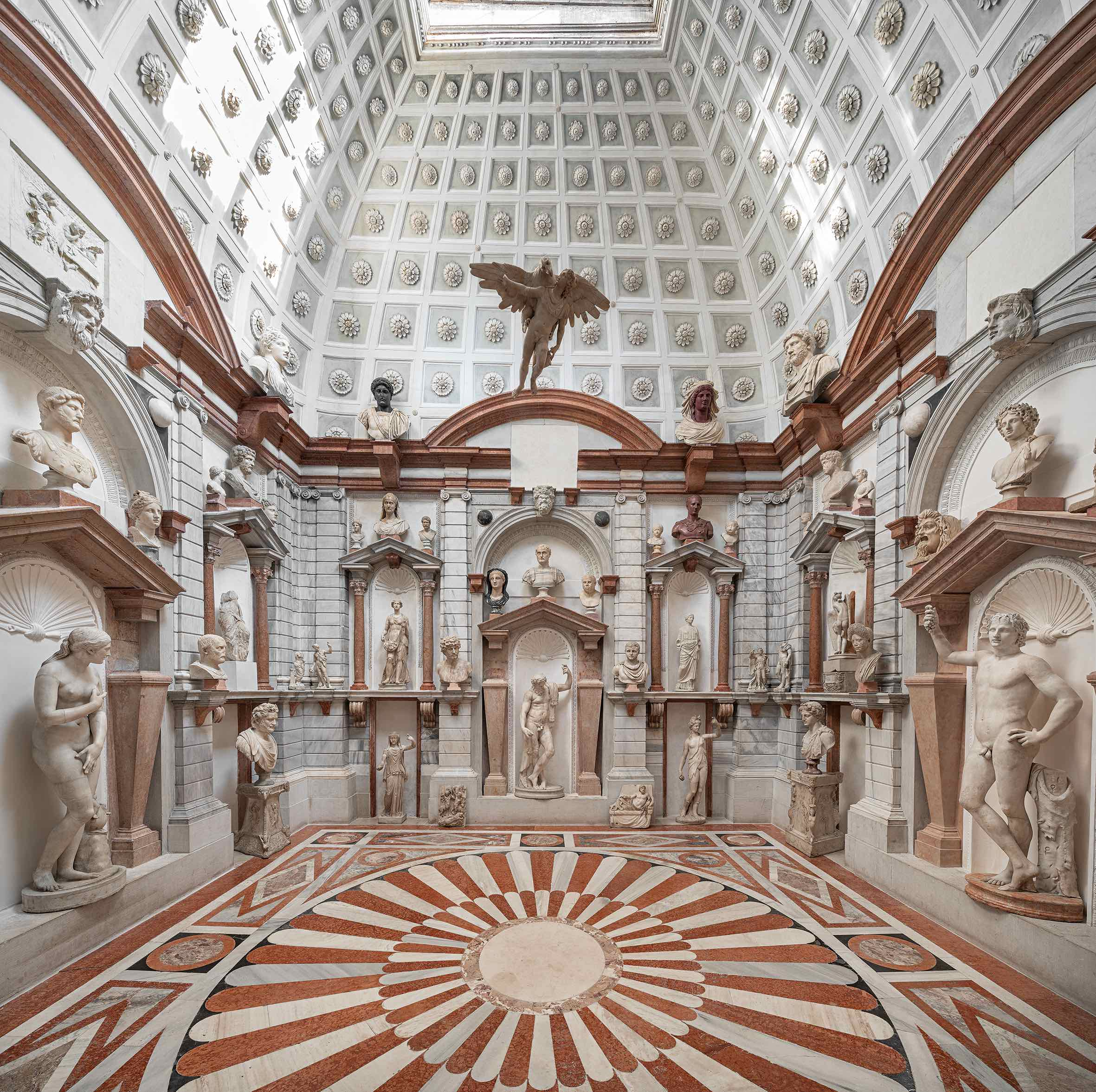
Tribuna di Palazzo Grimani, prima e dopo il riallestimento permanente del 2019 con le sculture della collezione del Patriarca Giovanni, grazie al supporto della Fondazione

La tribuna era nota anche come Antiquarium  o Camerino delle Antichità. In origine custodiva più di centotrenta sculture antiche, fra le più pregiate della raccolta. Questo spazio straordinario, un tempo chiuso su tre lati, illuminato dall'alto ed ispirato al Pantheon, era il vero fulcro e la meta ultima dell'itinerario lungo le sale che la precedono. La varietà delle fonti di ispirazione fa pensare ad un coinvolgimento diretto dello stesso Giovanni Grimani nella progettazione. La scultura con il Ratto di Ganimede, appesa al centro della sala, è una replica romana di un modello tardo ellenistico ed è stata ricollocata nella sua posizione originaria dopo il restauro del palazzo.
A partire da maggio 2019 e fino a novembre 2022, in occasione della mostra "Domus Grimani", nella Tribuna sono state ricollocate numerose sculture che appartenevano alla collezione cinquecentesca di Giovanni (vedi capitolo Domus Grimani).

### Stanza neoclassica
Questo ambiente venne rinnovato per essere adibito a camera da letto in occasione del matrimonio, celebrato nel 1791, tra la principessa romana Virginia Chigi e Giovanni Carlo Grimani. Allo scopo furono ricavati due camerini di comodo nei vani retrostanti la parete del camino. La decorazione del soffitto, eseguita dal veronese Giovanni Faccioli, riprende fedelmente alcuni brani di pittura murale antica tratti dalla Domus Aurea e dalle Nozze Aldobrandini.

### Sala da pranzo
Il suggestivo soffitto di questa sala, decorato da festoni con cacciagione, ortaggi e pesci, alternati a fasce floreali, fu realizzato da Camillo Mantovano e da un collaboratore attorno al 1567. Lo schema compositivo, con lo spazio suddiviso in spicchi attraverso raggi che convergono al centro, ripropone in chiave moderna un modello utilizzato nelle decorazioni antiche. La tela seicentesca al centro del soffitto, San Giovanni mentre battezza la folla, deriva dall'omonimo dipinto di Nicolas Poussin conservato al Louvre. Secondo le guide ottocentesche, esso sostituirebbe un dipinto attribuito a Giorgione e raffigurante i Quattro elementi.

### Sala del doge, vestibolo e cappella

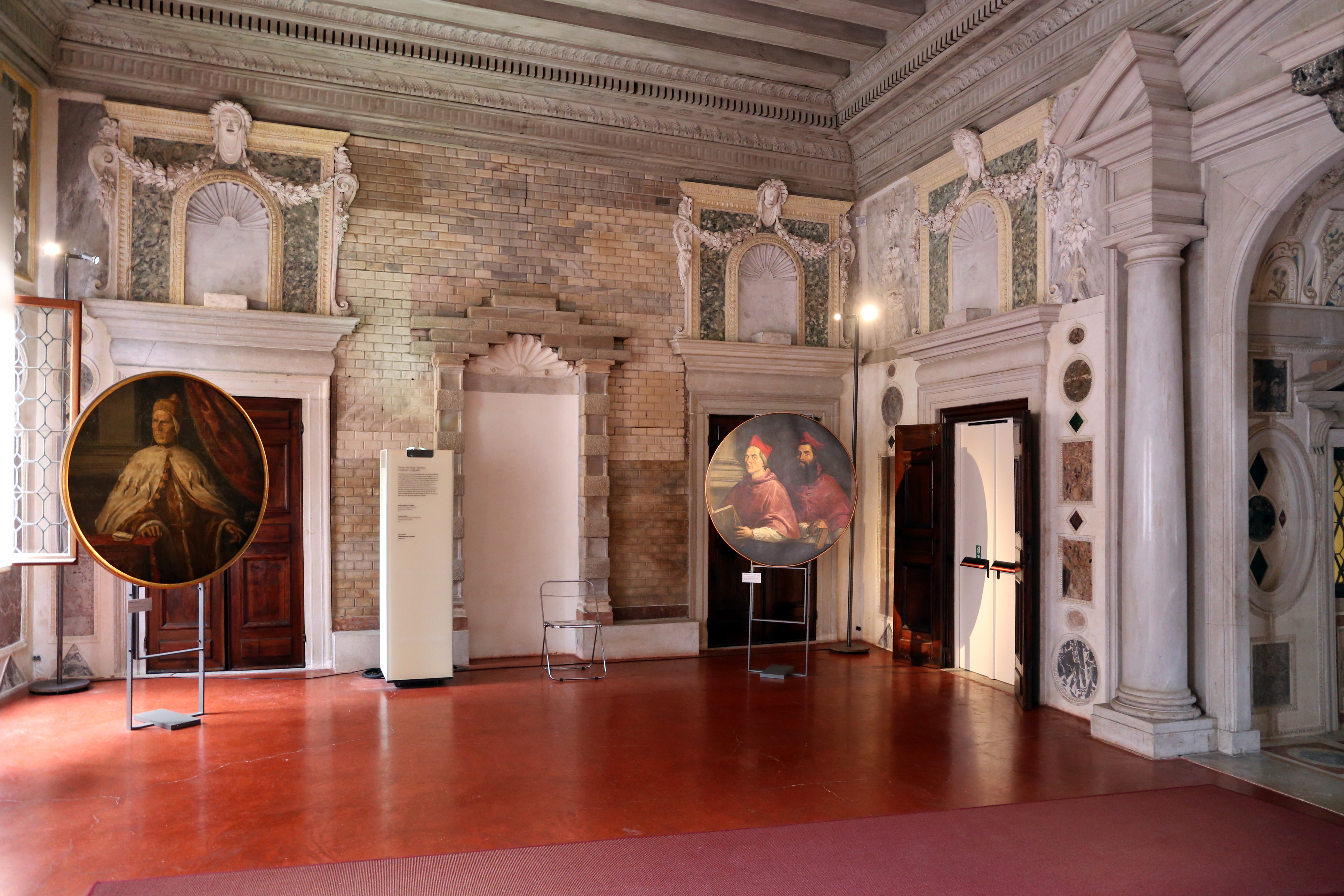
Sala del Doge Antonio

Questi tre ambienti appartengono all'ultima fase edilizia del palazzo voluti da Giovanni Grimani, patriarca di Aquileia, e da suo fratello Vettore e terminati nel 1568.
Nella cappella, utilizzata dal patriarca Giovanni Grimani per la celebrazione privata della messa, una pala cinquecentesca attribuita a Giovanni Contarini, seguace di Tiziano, è stata collocata in luogo dell'altare marmoreo, rimosso nel XIX secolo. Sul soffitto della cappella e del vestibolo, brevi iscrizioni latine richiamano ancora le vicende processuali del patriarca. Dalla finestrella del vestibolo potete scorgere la scala a chiocciola, di probabile invenzione palladiana.
Nella sala successiva, una lapide sopra il camino ricorda ed esalta il ruolo di Antonio Grimani, nonno di Giovanni e doge della Serenissima dal 1521 al 1523,  cui la sala fu dedicata. 
Questo spazio, contraltare ideale della Tribuna e probabilmente anch'esso progettato dallo stesso Giovanni, voleva celebrare la figura di Antonio Grimani, abile mercante di spezie e primo doge della famiglia. Proprio per evocare i rapporti dell'avo con il Mediterraneo orientale, Giovanni e Vettore decisero di abbellire lo spazio con marmi antichi e preziosi come l'alabastro giallo, il serpentino verde e il porfido rosso, creando così una scenografia spettacolare in cui esporre parte delle sculture classiche della collezione di famiglia. Molti di questi marmi estratti durante l'epoca romana in località della Turchia, della Grecia e dell'Africa, sono rari e preziosi. Nelle nicchie, sopra le porte e sopra il camino, erano collocati vasi antichi, busti e gruppi scultorei classici.

### Camerino di Apollo

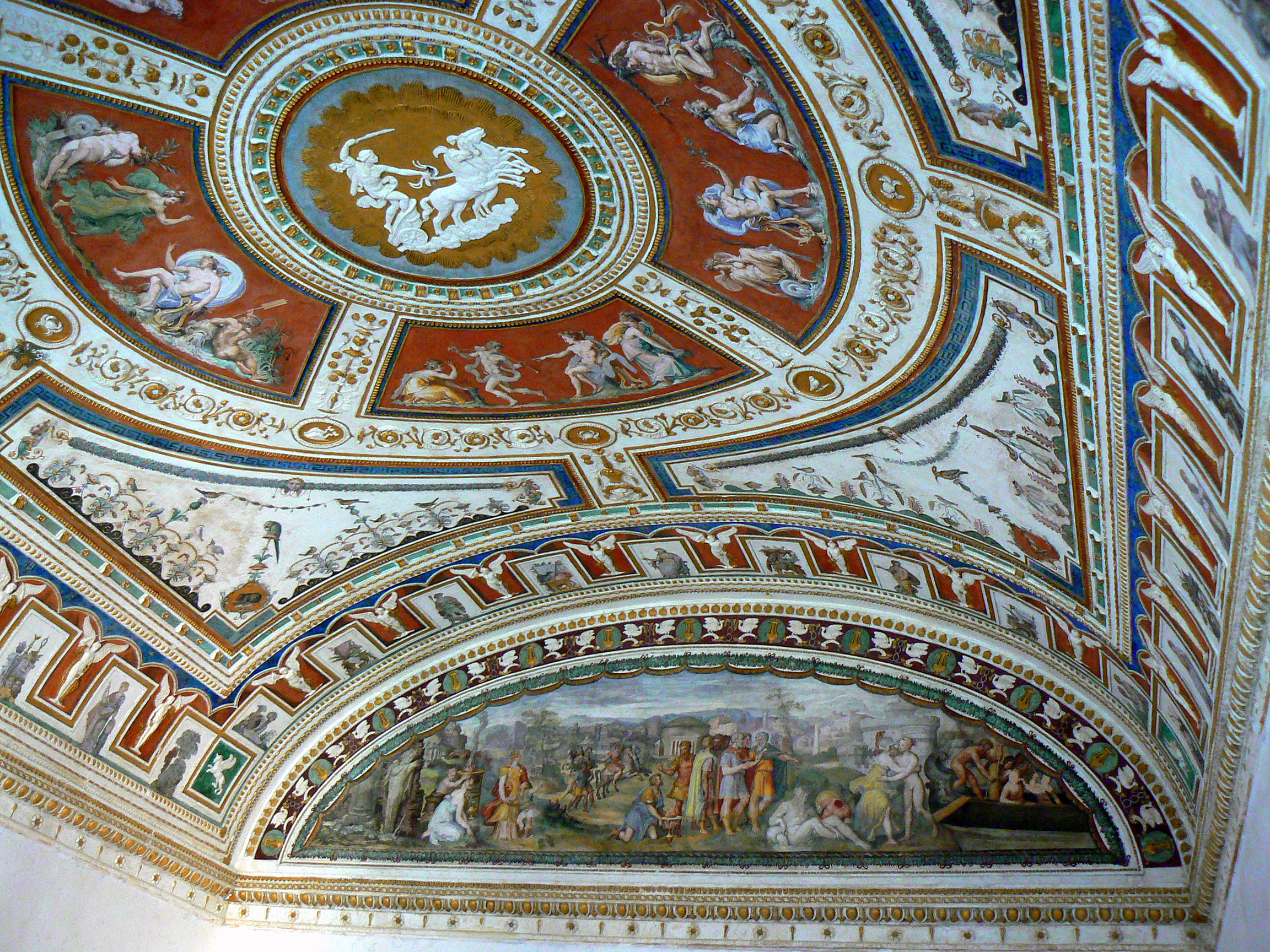
Camerino di Apollo

Situati nell'area della fabbrica medievale, i camerini di Apollo, Callisto e Psiche furono decorati tra il 1537 e il 1540 da artisti di formazione manierista. Sulla volta, in uno schema derivato dal soffitto di una tomba romana, si svolge la disputa tra Apollo e Marsia narrata nelle Metamorfosi di Ovidio. I quattro episodi sono opera del fiorentino Francesco Salviati. A Giovanni da Udine si devono gli stucchi, le figurette di divinità classiche, le grottesche e gli straordinari uccellini. Nella lunetta sulla parete di fondo una figurazione allegorica di ambientazione romana allude alle origini e ai fasti della famiglia Grimani.  L'unica scultura qui collocata è la testa di Talìa, musa della commedia.

### Camerino di Callisto

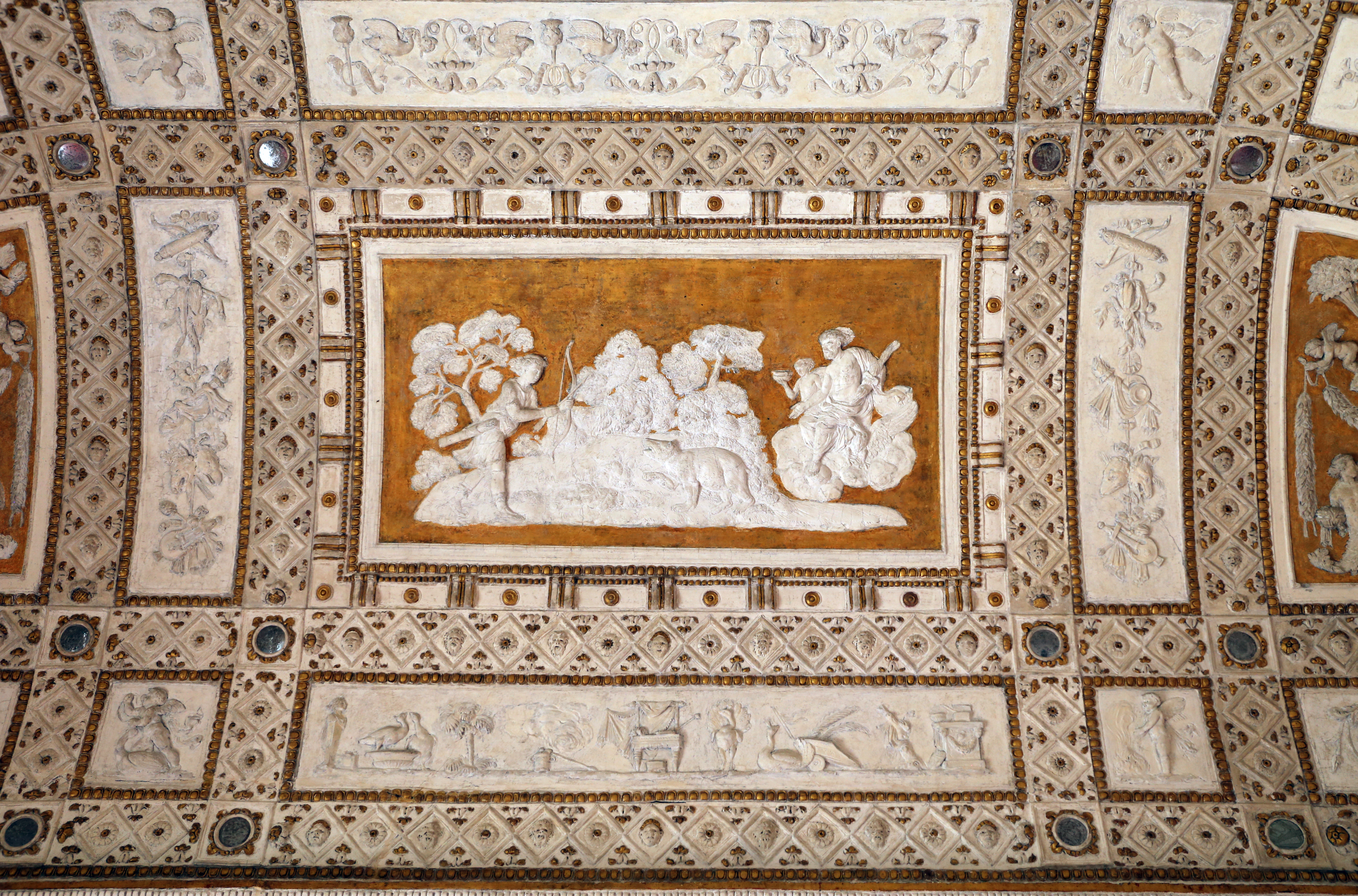
Camerino di Callisto

Come nel camerino di Apollo, anche quello dedicato alla ninfa Callisto e alla storia della sua metamorfosi rinvia al celebre testo ovidiano. Il racconto si snoda attraverso cinque riquadri a fondo oro, a partire dal primo - sulla parete di fronte alle finestre -, dove la ninfa addormentata viene amata da Giove, fino all'epilogo - al centro del soffitto -, in cui Callisto e il figlio Arcade vengono tramutati in costellazioni. Riscoperta a Roma la tecnica dello stucco antico, studiata sulle rovine classiche, Giovanni da Udine offre in questo soffitto un saggio della sua grande abilità, ricreando animali, nature morte, e dodici putti simboleggianti i mesi dell'anno, accompagnati da quattro segni zodiacali. Alcuni specchietti tondi incastonati negli stucchi impreziosiscono la composizione e, in accordo con la storia narrata, richiamano le stelle del firmamento.

### Camerino di Psiche

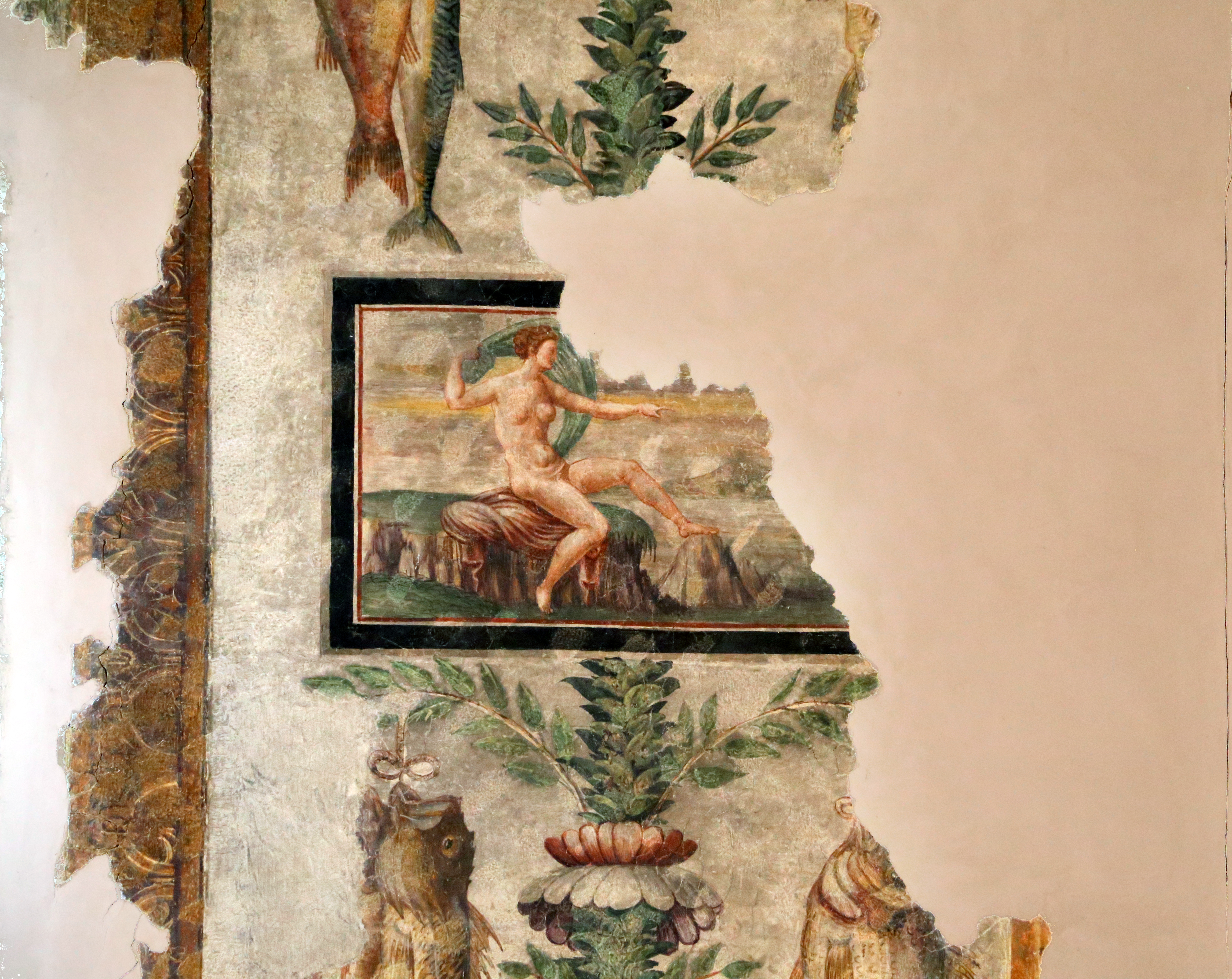
Camerino di Psiche

La sala si presenta in veste totalmente rinnovata, con il recupero della spazialità cinquecentesca. L’ambiente presentava un soffitto ligneo a cassettoni nel quale erano collocati cinque dipinti con la favola di Amore e Psiche, narrata da Apuleio. Di questi è rimasto l’ottagono al centro, probabile copia dell'originale realizzato da Francesco Salviati nel 1539, che raffigura Psiche venerata come una dea per la sua bellezza. I lavori recenti hanno rivelato l’esistenza di una grande camino, sul fondo del quale è scolpita una salamandra fra le fiamme. Le due candelabre ad affresco con uccelli e pesci eseguite intorno al 1560 sono probabilmente di Camillo Mantovano. Nelle nicchie sopra le porta sono esposte quattro teste classiche.

### Sala del camino
La grande sala angolare, appartenente al nucleo più antico dell'edificio, fu rinnovata negli anni Sessanta del Cinquecento. Essa è dominata dallo splendido camino sormontato da marmi colorati e da ampie decorazioni in stucco, dove nicchie e mensole ospitavano altri pezzi archeologici della collezione Grimani. L'eleganza dei volti ritratti di profilo, la qualità delle ghirlande e dei frutti e lo stupefacente mostro con la bocca spalancata, visibile al centro, fanno pensare alla genialità e alla stravaganza inventiva di Federico Zuccari. Alle pareti sono ancora visibili frammenti di una decorazione ad affresco che richiama il colonnato del cortile.

## Mostre di lunga durata

### Domus Grimani 1594-2019 -in corso
Il 7 maggio 2019 è stata inaugurata la mostra "DOMUS GRIMANI 1594 – 2019", che celebra il temporaneo rientro di molti capolavori di arte greca, romana e rinascimentale, appartenuti alla collezione di Giovanni Grimani e la loro ricollocazione nelle stanze dove si trovavano fino alla morte del patriarca.
Il percorso espositivo si sviluppa nell'infilata di sale (Camaron d'Oro, Sala a Fogliami, Antitribuna) che conducono alla Tribuna, attraverso l'unico originale ingresso della stessa.
Oltre alle sculture provenienti dal Museo Archeologico Nazionale di Venezia vi sono esposti anche alcuni arredi del '500 provenienti da altri musei veneziani e da collezioni private, con l'intento di ricreare una dimora aristocratica del XVI secolo: tra le opere più notevoli, un arazzo di manifattura medicea su disegno di Francesco Salviati, due stipi lignei, bronzetti di Jacopo Sansovino e Tiziano Aspetti, due alari in bronzo di Girolamo Campagna e un tavolo intarsiato con marmi antichi e lapislazzuli appartenuto alla famiglia Grimani.

### Domus Grimani - La Sala del Doge -in corso
Attraverso un attento studio delle fonti storiche – tra cui il testamento di Giovanni Grimani, descrizioni storiche dell’epoca e fotografie di fine ‘800 recentemente scoperte negli archivi della National Gallery di Washington – i curatori Daniele Ferrara, direttore della Direzione regionale Musei Veneto e Toto Bergamo Rossi, direttore di Venetian Heritage, hanno potuto ricollocare all'interno della sala venti sculture, tra cui il gruppo Dioniso appoggiato a un satiro di epoca romana imperiale nella nicchia della parete frontale. Altre undici sculture sono state invece collocate nelle sale attigue: sei nel vestibolo, una nel Camerino di Callisto e quattro nella Sala di Psiche.

### Archinto -in corso
Contemporaneamente al riallestimento della Sala del Doge, il Museo di Palazzo Grimani ospita una mostra, curata da Mario Codognato, di nuovi e recenti lavori dell’artista tedesco Georg Baselitz. Nato nel 1938, è uno tra gli artisti più significativi della sua generazione.
Intitolata Archinto, la mostra, prodotta da Gagosian in collaborazione con Venetian Heritage, è allestita al piano nobile del museo. Dodici tele realizzate appositamente per la Sala del Portego sono collocate nelle sue originarie cornici settecentesche a stucco, dove fino all'800 campeggiavano i ritratti della famiglia Grimani. Grazie a uno speciale accordo, queste opere rimarranno in comodato a lungo termine al museo per concessione dell’artista.
In Archinto, Georg Baselitz rende omaggio a Venezia e alla sua ricca tradizione artistica, da una parte ristabilendo una continuità storica e dall'altra segnalando una rottura tra la celebrata ritrattistica del Rinascimento e i suoi equivalenti contemporanei.
Il titolo della mostra e i suoi lavori fanno riferimento all'enigmatico ritratto del Cardinale Filippo Archinto che Tiziano realizzò nel 1558. Portando la sensibilità dei Maestri Antichi in un contesto attuale, la qualità spettrale dei dipinti di Georg Baselitz conferma il suo interesse per le tecniche di incisione e allude al tema artistico costante della mortalità umana.

## Mostre temporanee

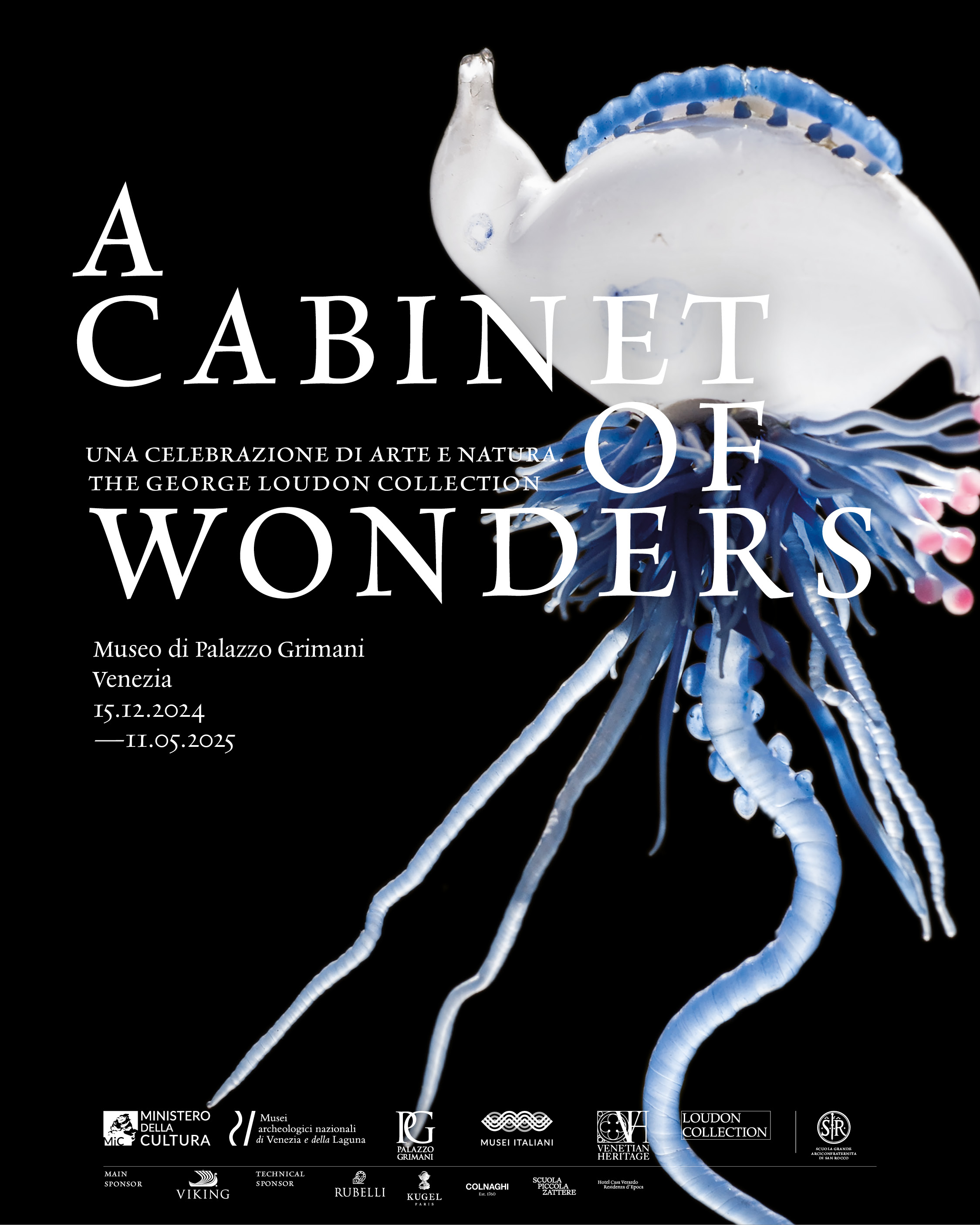
A Cabinet of Wonders. Una celebrazione di arte e natura

### A Cabinet of Wonders. Una celebrazione di arte e natura. The George Loudon collection.15.12.2024 - 05.10.2025
A Cabinet of Wonders è un progetto espositivo pensato come omaggio al collezionismo, all’interno dello spazio architettonico rinascimentale di Palazzo Grimani e cogliendo l’eredità lasciata dal suo proprietario, il patriarca Giovanni Grimani. La mostra, curata dallo storico dell'arte Thierry Morel, si compone di due sezioni: la prima, pensata specificatamente per gli spazi dei camerini mitologici, evocherà un gabinetto di curiosità del XVI-XVII secolo presentando una serie di oggetti d'arte eccezionali, nonché naturalia et mirabilia, provenienti da importanti istituzioni culturali nazionali e internazionali, tra cui il MAK di Vienna e la Scuola Grande Arciconfraternita di San Rocco, nonché dalla collezione del Museo di Palazzo Grimani e del patriarca Giovanni.
La seconda sezione, “The George Loudon Collection”,  in un allestimento senza precedenti espone una selezione unica di pezzi provenienti dalla collezione di George Loudon, conoscitore e collezionista di oggetti di scienze naturali del XIX secolo, proposti per la prima volta come installazione artistica. George Loudon ha iniziato collezionando arte contemporanea. In seguito, il suo interesse per la scienza ha stimolato la ricerca di bellezza, meraviglia e persino magia in singoli oggetti e illustrazioni legati alla pratica scientifica del XIX secolo. Come parte di una raccolta e nella mostra veneziana, gli oggetti emergono dall'ombra, abbandonando la loro funzione originaria e rivelandosi invece come opere d'arte.
Le due sezioni offriranno un mezzo per esplorare e far conoscere la pratica del collezionismo lungo i secoli, concentrandosi sul processo, sulle opere e sui contesti, sia storici che artistici.

### 08.05.25-03.08.25
La mostra 𝑳𝒊𝒇𝒆𝒍𝒐𝒏𝒈 𝑩𝒆𝒂𝒖𝒕𝒚 presenta in anteprima nazionale il percorso artistico di 𝑍ℎ𝑎𝑛𝑔 𝑍ℎ𝑎𝑜𝑦𝑖𝑛𝑔, esponente della Nuova Generazione che ha saputo reinterpretare, con una perizia espressiva unica, l’evoluzione della pittura cinese dagli anni ’90 a oggi, attraversando un periodo di grandi cambiamenti sociali, economici e culturali.
L’esposizione, a cura di Lü Peng, Li Guohua e Carlotta Scarpa, è organizzata da L-ART∙CONTEMPORARY con Manuela Schiavano, si svilupperà 𝗮𝗹 𝘀𝗲𝗰𝗼𝗻𝗱𝗼 𝗽𝗶𝗮𝗻𝗼 𝗻𝗼𝗯𝗶𝗹𝗲 𝗱𝗲𝗹 𝗠𝘂𝘀𝗲𝗼 𝗱𝗶 𝗣𝗮𝗹𝗮𝘇𝘇𝗼 𝗚𝗿𝗶𝗺𝗮𝗻𝗶, parte dei Musei archeologici nazionali di Venezia e della Laguna.
Come sostiene il noto storico dell’arte cinese Lü Peng: “Sebbene influenzato dal Rinascimento, dal modernismo europeo e dalle avanguardie, Zhang Zhaoying ha evitato di aderire rigidamente a schemi pittorici predefiniti, creando una sintesi straordinaria tra la tecnica libera e la pittura controllata, esplorando le trasformazioni culturali e le nuove dinamiche sociali della globalizzazione, per interrogarsi infine sulla bellezza e la verità universale”.
Attraverso un percorso espositivo di 26 quadri, l’artista decostruisce e ricostruisce iconografie tradizionali, intrecciando passato e presente, tradizione e innovazione, e sviluppando una narrazione visiva che invita lo spettatore a un dialogo tra culture.

### Wael Shawky - I am hymns of the new temples -fino al 30 giugno 2024
La mostra riunisce l’opera filmica I Am Hymns of the New Temples - أنا تراتیل المعابد الجدیدة – realizzata dall’artista nel 2023 e che, dopo la sua anteprima al Parco Archeologico di Pompei, viene presentata a Venezia in anteprima museale internazionale – e una selezione di opere multi-materiche e disegni realizzati dall’artista fra il 2022 e il 2024. Il progetto espositivo è concepito come un dialogo ideale fra spazi e tempi differenti, in cui le opere contemporanee coesistono con le opere archeologiche e i saloni storici di Palazzo Grimani, delineando un percorso che dal Camaron d’Oro conduce prospetticamente alla cosiddetta Tribuna, nota anche come Antiquarium o Camerino delle Antichità, vero e proprio fulcro del palazzo e delle sue narrazioni.
A cura di Massimo Osanna (Direttore Generale Musei del Ministero della Cultura), Andrea Viliani (Co-curatore del programma Pompeii Commitment. Materie archeologiche) e Gabriel Zuchtriegel (Direttore del Parco Archeologico di Pompei), la mostra è organizzata in collaborazione fra il Museo di Palazzo Grimani e il Parco Archeologico di Pompei, e accompagna la partecipazione dell’artista alla 60. Esposizione Internazionale d’Arte La Biennale di Venezia, dove Wael Shawky è stato invitato a rappresentare la Repubblica Araba d’Egitto al Padiglione Egitto.

### Rick Lowe - The Arc within the Arc -fino al 24 novembre 2024
The Arch within the Arc, una mostra di nuovi dipinti di Rick Lowe nonché la sua prima personale in Italia. Ispirato dalla storia del Palazzo – raro esempio di architettura rinascimentale tosco-romana in città in cui antico e contemporaneo si uniscono – e dalle dinamiche urbane di Venezia, questo corpus di lavori nasce da un’analisi di Lowe sull'arco in architettura.
Nelle vibranti tele di Lowe, realizzate con pittura acrilica e collage, dialogano motivi geometrici ed improvvisazione. L’artista si è ispirato alle sale di Palazzo Grimani e alla sua celebre Tribuna, elementi che hanno stimolato una riflessione sull’influsso visivo ed estetico dell’architettura antica e premoderna.
Irradiandosi verso l'esterno con un moto circolare, la composizione delle opere emerge attraverso un processo di costruzione e decostruzione pittorica che evoca le infrastrutture, la mappatura e l'esperienza del muoversi in città e attraverso i suoi corsi d’acqua.
L’artista dispone le unità compositive rettangolari in reticoli lineari che si susseguono sulla tela, un rimando alle partite di domino che gioca con i membri delle comunità con cui collabora. Lowe si ispira alla natura cooperativa del gioco e agli schemi che esso genera, sottolineandone le corrispondenze visive con vedute aeree e mappe di città. I dipinti meditano sulle relazioni spaziali, temporali e sociali in linea con la ricerca di Lowe che si muove tra pratica civica ed espressione visiva.

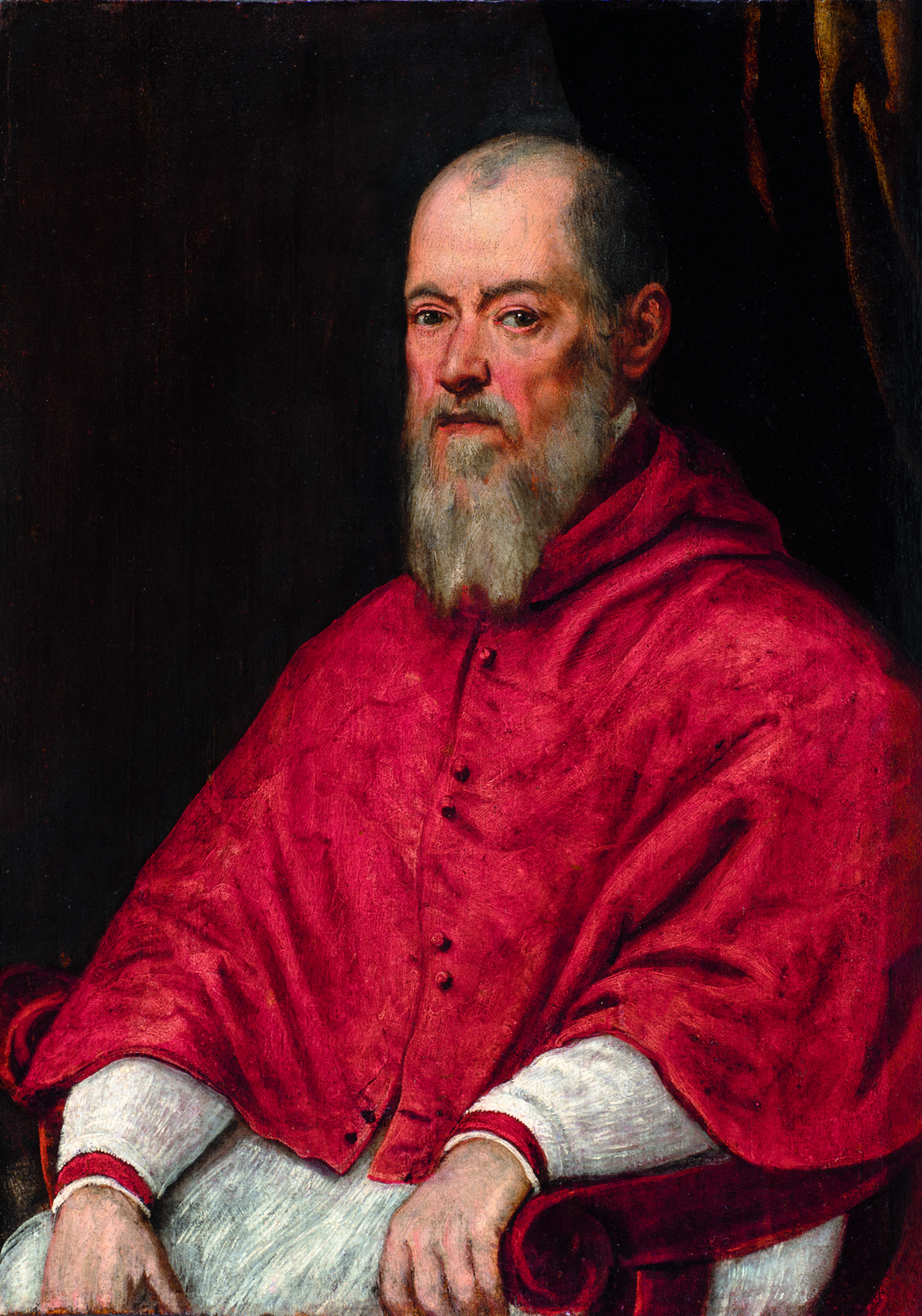
Jacopo Tintoretto, Giovanni Grimani, coll. Shorr

### Tintoretto e Giovanni Grimani. Ritratti a confronto -fino all'8 settembre 2024
La mostra dossier Tintoretto e Giovanni Grimani ritratti a confronto è dedicata alla ritrattistica di Giovanni Grimani, patriarca di Aquileia. La mostra si inserisce nel percorso di valorizzazione e promozione della storia e delle collezioni del palazzo intrapreso a partire dal 2019 con il riallestimento della Tribuna Grimani e della Sala del Doge grazie alla collaborazione tra la Direzione regionale musei Veneto e Venetian Heritage.
In occasione di questa speciale esposizione, il Ritratto di Giovanni Grimani attribuito a Domenico Tintoretto, già nelle collezioni del museo grazie all’acquisizione e alla donazione dello stesso da parte di Venetian Heritage, si confronta con altri due dipinti di mano del padre Jacopo Tintoretto, testimoniando lo sviluppo iconografico dell’effige del prelato veneziano in una successione che copre diversi decenni tra la seconda metà del XVI secolo e i primi anni del XVII.
Prestito d’eccezione è un olio su tavola di piccole dimensioni raffigurante il Ritratto del patriarca Giovanni Grimani, recentemente riscoperto in collezione privata dalla Galleria Colnaghi ed esposto per la prima volta al pubblico in questa mostra. La tavola è stata realizzata da Jacopo Tintoretto probabilmente come modello per l’esecuzione di due capolavori dell’artista: il Ritratto del patriarca Giovanni Grimani di proprietà della Schorr Collection, esposto in mostra, e il noto Ritratto di Giovanni Grimani conservato al Rijksmuseum di Amsterdam.
La mostra è corredata da un volume, edito da Marsilio Editori, riccamente illustrato e che per l’occasione fornirà una lettura aggiornata delle modalità con cui l’immagine del prelato veneziano è andata definendosi attraverso il suo ritratto, affrontando le vicende biografiche, il contesto storico-politico, le questioni iconografiche e iconologiche e il rapporto di committenza con Tintoretto.
Il progetto espositivo, a cura di Toto Bergamo Rossi, Daniele Ferrara e Valeria Finocchi, e promosso, organizzato e finanziato dalla Direzione regionale Musei Veneto, Venetian Heritage e Colnaghi, rappresenta un nuovo esempio di virtuosa collaborazione tra pubblico e privato che insieme concorrono alla valorizzazione e alla fruizione del patrimonio culturale.